# Tenori-on

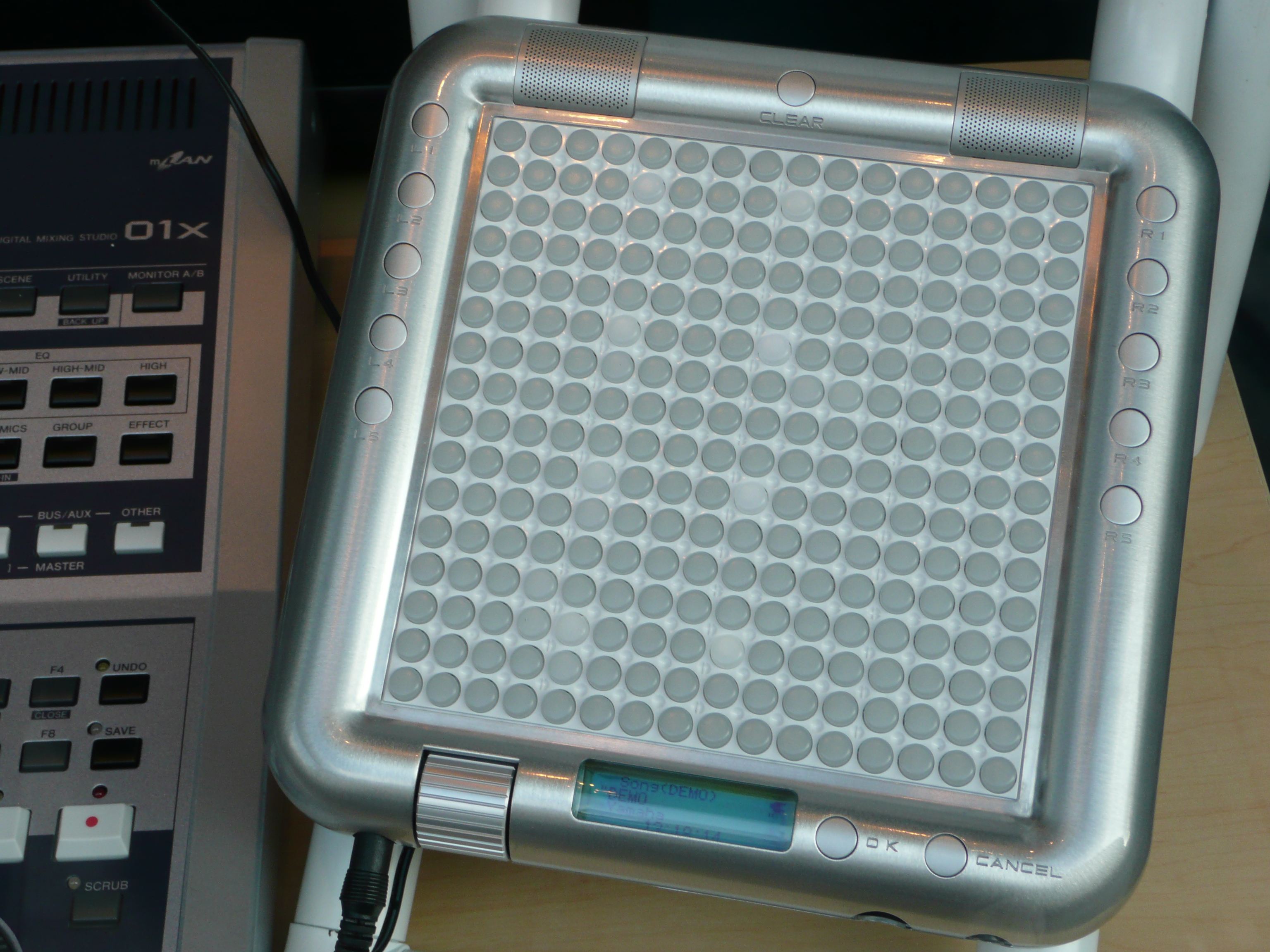
Tenori-on

Tenori-on (jap. 手乗り音, /te nori ong/) ist ein elektronisches Musikinstrument entwickelt von dem Medienkünstler Toshio Iwai (岩井俊雄) in Zusammenarbeit mit Yū Nishibori (西堀ユウ) und Yamaha. Markteinführung war 2007.
Das Instrument besteht aus einem Magnesiumrahmen mit einer Matrix aus 16 × 16 LED-Tasten, über die wie bei einem Sequenzer kurze Loops und Patterns intuitiv programmiert und abgespielt werden können. Die Tasten dienen gleichzeitig zur Visualisierung der gespielten Musik. Auf der Rückseite befinden sich 16 × 16 LEDs, die während des Spiels spiegelverkehrt dieselben visuellen Effekte zeigen wie die Tasten der Vorderseite. Über eine MIDI-Schnittstelle können Daten mit anderen MIDI-fähigen Geräten ausgetauscht werden. Unter dem Namen TNR-i hat Yamaha eine App-Version des Tenori-on für iOS veröffentlicht.